# Lơ xê mi dưỡng bào
Lơ xê mi dưỡng bào (hay Lơ xê mi dưỡng bào, tiếng Anh: Mast cell leukemia, viết tắt MCL) là dạng hiếm nhất của bệnh dưỡng bào toàn thân (SM), một nhóm bệnh u bướu xảy ra do dưỡng bào tăng sinh và tích lũy trong các hệ cơ quan. Căn bệnh có thể là tự phát hoặc phát triển từ bệnh dưỡng bào từng bị trước đó. Trong khi SM đã là một bệnh hiếm, một trong hai loại chính của bệnh dưỡng bào bên cạnh CM (bệnh dưỡng bào da), thì MCL còn chỉ chiếm chưa đến 1% số ca SM. Số trường hợp MCL được ghi chép đầy đủ tính đến năm 2018 là khoảng 70. Tuy nhiên bệnh có tiên lượng cực xấu khi mà điều trị thường thất bại và thời gian sống trung vị không quá 6 tháng.
MCL được chẩn đoán khi đã xác định SM cộng thêm có ≥20% dưỡng bào bất thường trong mẫu phết chất hút tủy hoặc ≥10% trong máu ngoại vi. Nếu tỷ lệ dưỡng bào trong máu phết <10% thì chẩn đoán là một biến thể của MCL, MCL không tăng bạch cầu. Thực tế thì dạng này phổ biến hơn nhưng nó cũng có thể chuyển biến thành MCL chuẩn. Còn có những bệnh nhân MCL mà tình trạng nhẹ hơn và không sớm bị thương tổn cơ quan (gọi là phát hiện C), được xem như MCL mạn. Ở những bệnh nhân này, dưỡng bào biểu lộ hình thái trưởng thành hơn, một số có diễn biến lâm sàng ổn định trong vài năm trong khi số khác tiến triển thành MCL cấp trong vài tháng.
Biểu hiện lâm sàng của MCL là triệu chứng của dưỡng bào hoạt hóa, bao gồm sốt, da ửng đỏ, tim đập nhanh, khó chịu, tiêu chảy. Nhiều người bị suy nhược, sụt cân nhiều, chán ăn. Gan lách to và xuất huyết đường tiêu hóa cũng phổ biến. Những điều này là hệ quả của việc dưỡng bào lơ xê mi lan tỏa đến nhiều cơ quan như gan, lách, phúc mạc, ruột, dạ dày. Ở đa số bệnh nhân MCL không thấy thương tổn da như những loại SM khác.
Các dưỡng bào bị ung thư thường biểu hiện tryptase, CD117 (KIT), CD25, CD2, hoặc đồng thời CD2/CD25. Sự biểu hiện CD2 và/hoặc CD25, những kháng nguyên không thấy ở dưỡng bào bình thường, là đặc điểm nổi bật và tiêu chí phụ cho chẩn đoán SM. Tuy nhiên lần lượt 25, 48, 33% ca không phát hiện CD25, CD2, và bất kỳ một trong hai. CD30 được báo cáo biểu hiện ở 57% ca và là mục tiêu tiềm năng cho liệu pháp miễn dịch kháng CD30. Hơn 90% bệnh nhân SM có một đột biến thêm chức năng ở codon 816 của thụ thể tyrosine kinase KIT, ở đó một valine được thay cho một aspartate (KIT D816V). Tuy nhiên ở MCL đột biến này ít thấy hơn.